# Dreamed a Dream
《Dreamed a Dream》是日本歌手濱崎步的一張數位單曲，2020年7月31日於各音樂下載平台及串流平台發行。

## 說明
本作距上部作品《奧希亞之樹》發行僅隔26天，這是第一次在一個月內連續發行數位限定單曲。
本作由小室哲哉作曲，他於同年恢復了音樂活動。這是他繼2015年發行的《Winter diary》以來，時隔約4年7個月為濱崎步提供原創作品。
封面造型來自攝影師下村一樹。
在本曲數位發行之前，於同年7月24日至7月30日在濱崎步的YouTube官方帳戶上限時發布了兩種無伴奏音源。
本作其後以實體CD單曲的方式附屬在《ayumi hamasaki COUNTDOWN LIVE 2019-2020 〜Promised Land〜 A》影音作品的初回生產限定盤（粉絲俱樂部及mu-mo網上商店限定發售）之中，該作品在同年8月26日發行。

## 收錄歌曲
1. Dreamed a Dream
作詞：濱崎步／作曲：小室哲哉／編曲：中野雄大